# Gouvernement Wjatka

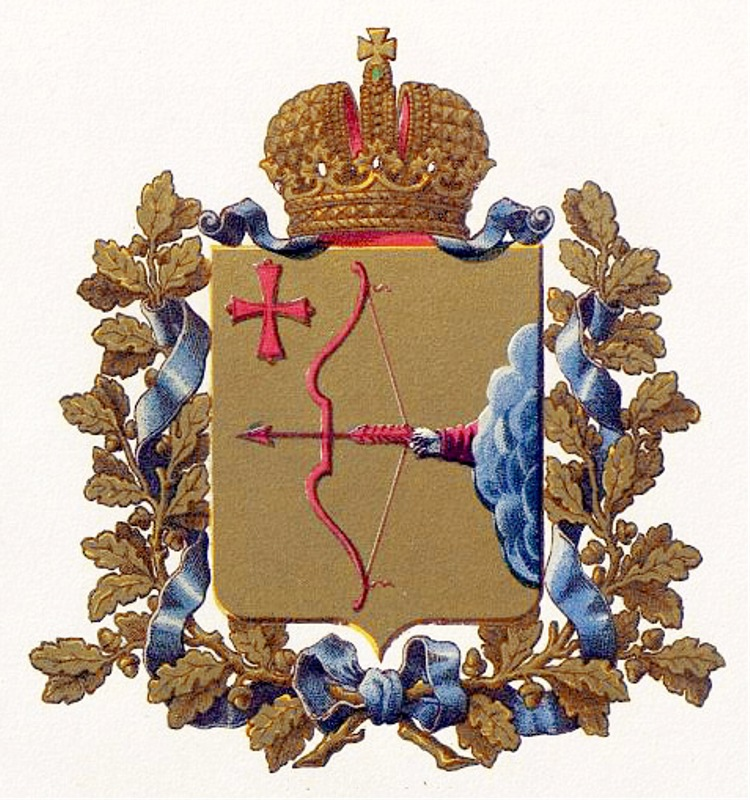
Wappen

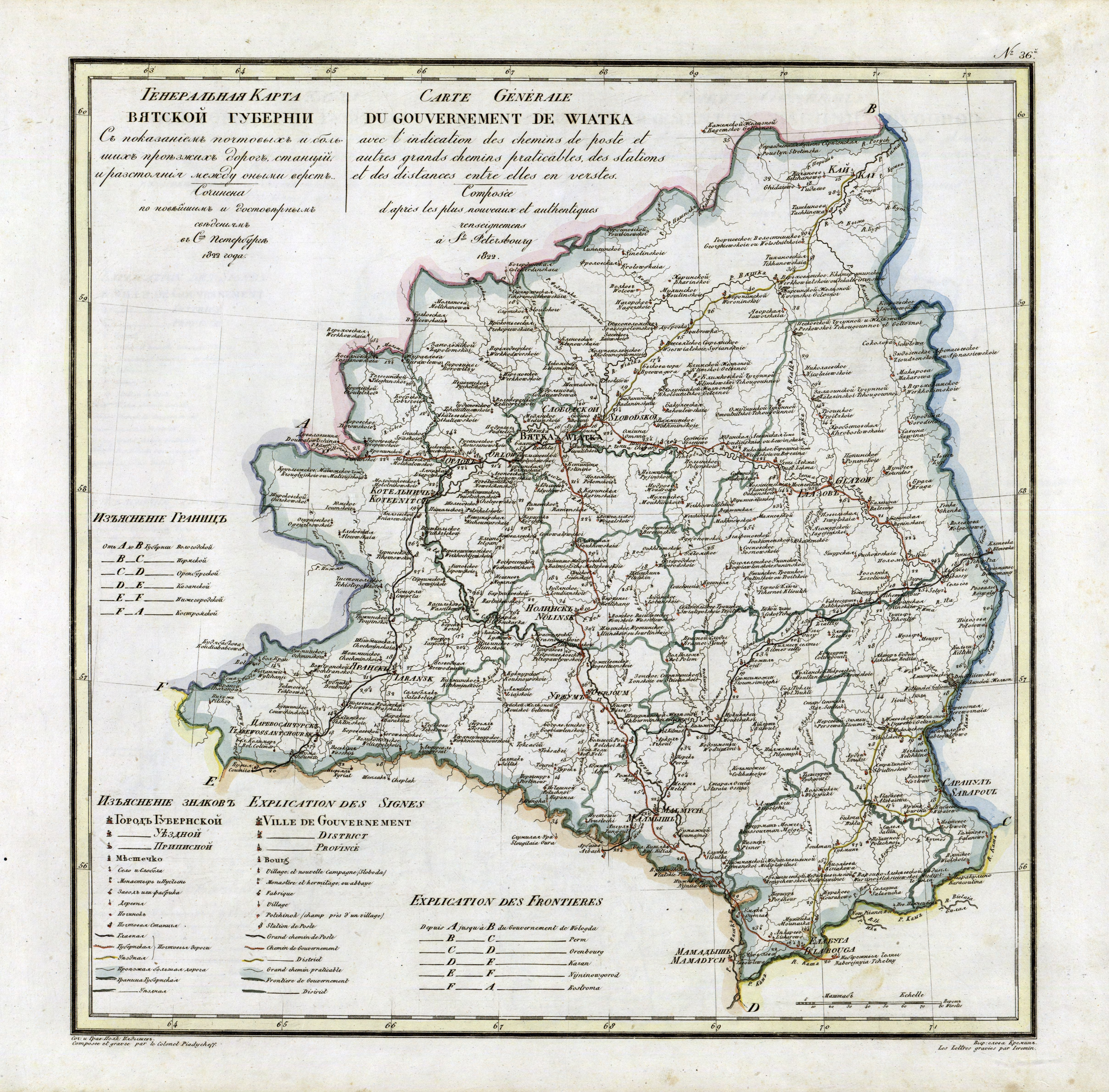
Karte aus 1822, Russisch-Französisch

Das Gouvernement Wjatka (russisch Вятская губерния/Wjatskaja gubernija) war eine Verwaltungseinheit im nordöstlichen europäischen Teil des Russischen Reiches und der Russischen SFSR. Sein Territorium umfasste ungefähr die heutige Oblast Kirow sowie die Republik Udmurtien. Begrenzt wurde es von folgenden Gouvernements (von Norden im Uhrzeigersinn): Wologda, Perm, Ufa, Kasan, Nischni Nowgorod und Kostroma.
Hauptstadt war Wjatka (heute Kirow).

## Geschichte
Es wurde 1796 aus dem Gouvernement Kasan herausgelöst, innerhalb dessen es vorher schon eine eigenständige Statthalterschaft war, und bestand bis 1929. Das Territorium wurde der neugebildeten Oblast (bzw. Krai) Nischni Nowgorod zugeschlagen.

## Einteilung
Ende des 19. Jahrhunderts war es in 11 Kreise (Ujesdy) eingeteilt:
- Glasow
- Jaransk
- Jelabuga
- Kotelnitsch
- Malmysch
- Nolinsk
- Orlow
- Sarapul
- Slobodskoi
- Urschum
- Wjatka

## Statistik
Die erste russische Volkszählung von 1897 ergab für das Gouvernement 3.030.831 Einwohner auf 153.658 km² (19,7/km²). Davon waren 2.347.169 Russen, 377.893 Wotjaken, 144.918 Tscheremissen, 125.514 Tataren, der Rest verteilte sich hauptsächlich auf kleinere Völker wie Permjaken oder Teptjaren.
Um 1900 war der Ackerbau wichtigster Wirtschaftszweig, dem 83 % der Bevölkerung nachgingen. Die Ernte ergab 1905 in Tonnen: Weizen 33.932, Roggen 781.296, Hafer 1.098.636, Gerste 187.111, Kartoffeln 217.628, außerdem wurde Dinkel, Buchweizen, Erbsen und Flachs angebaut. Die Viehzucht lieferte bei dem Mangel an Weiden kaum den für die Äcker nötigen Dünger; man zählte 1904: 750.000 Pferde, 1.100.000 Rinder, 1.355.000 Schafe, 208.000 Schweine und 20.000 Ziegen. Die Pferdezucht lieferte die ehemals geschätzten Pferderassen Wiatki und Obwinki, die Ende des 19. Jahrhunderts aber kaum noch verbreitet waren. Bienenzucht wurde in den Kreisen Sarapul und Glasow betrieben. Die Jagd in den umfangreichen Wäldern war eine ergiebige Erwerbsquelle; man jagte hauptsächlich Birk-, Schnee- und Rebhühner, Hasen und Eichhörnchen. Das Pelzwerk hatte den bedeutenden Alexejewski-Jahrmarkt in Kotelnitsch.
An Industrieproduktion war die Hüttenindustrie wichtig. Die Förderung von Eisenerzen wurde 1903 in 177 Gruben betrieben und lieferte 87.850 Tonnen. Es gab 5 Hochofenwerke, die 22.600 Tonnen Roheisen erzeugten. An Fabriken und Gewerbebetrieben zählte man 1900: 711 mit einem Produktionswert von 31 Millionen Rubel. An erster Stelle stand die Eisenindustrie, die hauptsächlich durch die fiskalische Wotkinsche Eisenhütte und durch die fiskalische Gewehrfabrik in Ischewsk vertreten war. Es folgen die Lederfabrikation, die chemische Industrie und die Branntweinbrennerei. Die Hausindustrie war sehr verbreitet und wies in einigen Zweigen entwickelte Technik auf. Namentlich wurde Leinweberei (jährlich 12–14 Millionen Meter Leinwand) und Verfertigung von Holzwaren (Möbeln, Wagen, hölzerne Tabakspfeifen) betrieben; außerdem die Anfertigung von Schafpelzen, Fischernetzen, Sicheln, billigem Kupferzeug, Gurten, sowie Tätigkeiten wie das Gerben oder das Drechseln. Im Handel wurde ausgeführt: Getreide, Flachs, Leinsaat, Leinwand, Leder, Holz, Salz und Tierhäute.
Die Volkszählung 1926 ergab auf 108.450 km² 2.224.832 Einwohner (20,5/km²).